# Maciej Trojan
Maciej Piotr Trojan – polski psycholog, doktor habilitowany nauk społecznych w zakresie psychologii, nauczyciel akademicki Uniwersytetu Warszawskiego i Uniwersytetu Mikołaja Kopernika w Toruniu. Członek Jury Ogólnopolskiego Konkursu "Modernizacja Roku & Budowa XXI w."

## Życiorys
W 1996 ukończył w Uniwersytecie Warszawskim studia w zakresie psychologii. W 2000 na podstawie rozprawy pt. Standaryzacja testu otwartego pola (Promotorem był prof. dr hab. Jan Matysiak) otrzymał na Wydziale Psychologii Uniwersytetu Warszawskiego stopień naukowy doktora nauk humanistycznych w zakresie psychologii, specjalności: etologia, psychologia porównawcza. Tam też w 2014 na podstawie dorobku naukowego oraz rozprawy  pt. Na tropie zwierzęcego umysłu uzyskał stopień doktora habilitowanego nauk społecznych w dyscyplinie psychologia, specjalności: etologia,  psychologia porównawcza. Został nauczycielem akademickim UW i Uniwersytetu Mikołaja Kopernika w Toruniu.

## Wybrane publikacje
- Na tropie zwierzęcego umysłu (2013)
- From rat lab to the future. A Tribute to Jan Matysiak (współredaktor: Paweł Olszewski, 2009)
- Zachowanie się zwierząt. Przegląd wybranych zagadnień z zakresu psychologii porównawczej (red. nauk., 2007)[3]

## Współpraca międzynarodowa
Od 2014 członek międzynarodowego zespołu do spraw programu studiów na uniwersytecie w Kioto. 